# 山田英夫 (経営学者)
山田 英夫（やまだ ひでお、1955年 - ）は、日本の経営学者。早稲田大学大学院経営管理研究科教授。専門は経営戦略論、競争戦略論、ビジネスモデル。

## 経歴
1955年東京都生まれ。1978年に慶應義塾大学文学部社会学科を卒業後、1981年に同大学院経営管理研究科にてMBAを取得し、同年三菱総合研究所入社。主に大企業の新規事業開発・事業領域策定のコンサルティングに従事する。
1989年より研究者の道へ転じ、1990年早稲田大学ビジネススクール講師、1997年同校教授。2003年、早稲田大学より博士（学術）を取得。
社会活動として旧通産省「デファクト・スタンダードに関する事例調査委員会」委員長、アステラス製薬、NEC、ふくおかフィナンシャルグループ、サントリーホールディングスなどの社外監査役・社外取締役を歴任する。

## 著書

### 単著
- 『デファクト・スタンダードの経営戦略』（中央公論新社, 1999年）
- 『デファクト・スタンダードの競争戦略　第2版』（白桃書房, 2008年）
- 『異業種に学ぶビジネスモデル』（日本経済新聞出版社, 2014年）
- 『競争しない競争戦略』（日本経済新聞出版社, 2015年）
- 『ビジネス版　悪魔の辞典』（日本経済新聞出版社、2016年）
- 『成功企業に潜むビジネスモデルのルール』（ダイヤモンド社, 2017年）
- 『マルチプル・ワーカー』（三笠書房, 2018年）
- 『ビジネス・フレームワークの落とし穴』（光文社, 2019年）
- 『逆転の競争戦略　第5版』（生産性出版, 2020年）
- 『競争しない競争戦略　改訂版』（日本経済新聞出版社, 2021年）

### 共著
- 『先発優位・後発優位の競争戦略』（生産性出版, 1998年）
- 『日経で学ぶ経営戦略の考え方』（日本経済新聞社, 2004年）
- 『なぜ、あの会社は儲かるのか?』（日本経済新聞出版社, 2009年）
- 『経営戦略　第3版』（有斐閣, 2016年）
- 『本業転換』（KADOKAWA, 2019年）